# (4619) Polyakhova
(4619) Polyakhova (1977 RB7) – planetoida z pasa głównego asteroid okrążająca Słońce w ciągu 4,42 lat w średniej odległości 2,69 j.a. Odkryta 11 września 1977 roku.